# Trokut Dionisio Foianini
Trokut Dionisio Foianini (špa. Triángulo Dionisio Foianini) naziv je za područje u provinciji Puerto Buschu, u Boliviji, uz granicu s Brazilom i Paragvajem.
Njegova važnost leži u činjenici da Bolivija ovdje izlazi na rijeku Paragvaj i, kao rezultat toga, ima vodeni put do Atlantskog oceana koji ne uključuje Brazil. Bolivija planira izgradnju velike luke unutar trokuta.
Trenutačno bolivijski brodovi moraju prolaziti duž jedanaest kilometara dugog kanala Tamengo koji povezuje Lagunu Cáceres s rijekom Paragvaj kod brazilskog grada Corumbá.

## Povijest
Granica je finalizirana 21. lipnja 1938. tijekom mirovne konferencije o Chacou u Buenos Airesu, Argentina, kojom je završen Rat za Chaco.